# Син-Киба (станция)
Станция Син-Киба (яп. 新木場駅 син киба эки) — железнодорожная станция на линиях Кэйё, Ринкай и Юракутё расположенная в специальном районе Кото, Токио. Станция обозначена номером Y-24 на линии Юракутё.

## История
Станция была открыта 8-го июня 1988 года как конечная станция линии Юракутё, и к 1996 году превратилась в крупную узловую станцию. 1-го декабря того же года была открыта платформа линии Кэйё. 30-го марта 1996 года открылась конечная станция линии Ринкай. На станции установлены автоматические платформенные ворота.

## Планировка станции

### Линия Кэйё
Одна платформа островного типа и 2 пути.
| 1 | ■Линия Кэйё     | Майхама, Кайхин-Макухари, Сога, Кадзуса-Итиномия, Кимицу |  |
| 1 | ■Линия Мусасино | Нисифунабаси, Син-Мацудо                                 |  |
| 2 | ■ Линия Кэйё    | Токио                                                    |  |

### Линия Юракутё
Одна платформа островного типа и 2 пути.
| 1 | ○ Линия Юракутё | Только выход                                                               |
| 2 | ○ Линия Юракутё | Юракутё, Иидабаси, Икэбукуро, Котакэ-Мукаихара, Вакоси, Синрин-Коэн, Ханно |

### Линия Ринкай
Одна платформа островного типа и 2 пути.
| 1, 2 | ■ Линия Ринкай | Токио-Телепорт, Оимати, Осаки, (Через линию Сайкё) Сибуя, Синдзюку, Омия, (Через линию Кавагоэ) Кавагоэ |

## Близлежащие станции
| «                |           | Линия                     |                  | »                |
| ---------------- | --------- | ------------------------- | ---------------- | ---------------- |
| Сиоми            |           | Линия Кэйё                |                  | Касайринкай-Коэн |
| Хаттёбори        | Хаттёбори | Keiyo Rapid               | Майхама          | Майхама          |
| Хаттёбори        | Хаттёбори | Musashino Rapid (weekday) | Майхама          | Майхама          |
| Хаттёбори        | Хаттёбори | Musashino Rapid (weekend) | Касайринкай-Коэн | Касайринкай-Коэн |
| Хаттёбори        | Хаттёбори | Commuter Rapid            | Сога             | Сога             |
| Тацуми (Y-23)    |           | Линия Юракутё             |                  | Конечная станция |
| Конечная станция |           | Линия Ринкай              |                  | Синономэ         |